# ضريبة الاغتراب
ضريبة الاغتراب أو ضريبة الهجرة (بالإنجليزية:  Expatriation tax)‏ هي ضريبة على الأشخاص الذين يتخلون عن السكن بدولة ما لأسباب ضريبية أو يتخلون عن جنسيتهم. غالبًا ما يتخذ هذا شكل ضريبة الأرباح الرأسمالية مقابل الكسب غير المحقق الذي يُعزى إلى الفترة التي كان فيها دافع الضرائب مقيمًا في الدولة المعنية. في معظم الحالات، يتم فرض ضريبة الاغتراب عند تغيير مكان الإقامة أو الإقامة المعتادة؛ في الولايات المتحدة، والتي هي واحدة من ثلاث دول فقط (إريتريا وميانمار هي الدول الأخرى) تفرض ضرائب كبيرة على مواطنيها في الخارج، يتم فيها فرض ضريبة الاغتراب عند التخلي عن الجنسية الأمريكية، بالإضافة إلى جميع الضرائب المدفوعة سابقًا.

## كندا
تفرض كندا «ضريبة مغادرة» على أولئك الذين يتخلون عن الإقامة لأسباب ضريبية. ضريبة المغادرة هي ضريبة على المكاسب الرأسمالية التي كانت ستنشأ إذا باع المهاجر أصولًا بعد مغادرة كندا، مع مراعاة الاستثناءات. ومع ذلك، في كندا، وعلى عكس الولايات المتحدة، يعتمد مكسب رأس المال بشكل عام على الفرق بين القيمة السوقية في تاريخ الوصول إلى كندا، والقيمة السوقية في تاريخ المغادرة.